# William C. Vandenberg
William C. Vandenberg (* 3. Oktober 1884 in Holland, Michigan; † 9. Juni 1971 ebenda) war ein US-amerikanischer Politiker. Zwischen 1951 und 1953 war er Vizegouverneur des Bundesstaates Michigan.

## Werdegang
William Vandenberg besuchte bis 1904 die Holland High School und absolvierte dann das Voorheis’ Business College in Indianapolis (Indiana). Danach schlug er in Grand Rapids eine berufliche Laufbahn bei der Verwaltung der damaligen Straßenbahn dieser Stadt ein. Anschließend war er für die Eisenbahngesellschaft Grand Rapids, Holland and Chicago Railroad tätig. Im Jahr 1919 kehrte er nach Holland zurück, wo er in der Ölbranche arbeitete. Er gründete die Firma Vandenberg Oil Company, mit der er bis 1946 verbunden blieb. Danach war er bis zu seinem Tod Vizepräsident des Unternehmens Vandenberg Motors. In Holland war er auch in anderen Geschäftsbereichen engagiert. Er war unter anderem Mitbegründer der dortigen Handelskammer.
Politisch schloss sich Vandenberg der Republikanischen Partei an. In den 1930er Jahren saß er im Stadtrat von Holland. Zwischen 1945 und 1950 gehörte er dem Senat von Michigan an. 1950 wurde er an der Seite von G. Mennen Williams zum Vizegouverneur von Michigan gewählt. Dieses Amt bekleidete er zwischen 1951 und 1953. Dabei war er Stellvertreter des Gouverneurs und Vorsitzender des Staatssenats. 1952 kandidierte er erfolglos in den Gouverneursvorwahlen seiner Partei. Er starb am 9. Juni 1971 an den Folgen eines Herzanfalls in einem Krankenhaus in seiner Heimatstadt Holland.